# Alazocina
L'alazocina (noto nel corso del suo sviluppo con il nome di  SKF -10047), noto anche più comunemente come N -allilnormetazocina ( NANM ), è un analgesico oppiaceo sintetico della famiglia benzomorpana correlato alla metazocina, che non è mai stato commercializzato. Oltre alla sua attività oppioide, il farmaco è un agonista del recettore sigma ed è stato ampiamente utilizzato nella ricerca scientifica negli studi di questo recettore. L'alazocina è descritta come un potente analgesico, psicotomimetico o allucinogeno e morfina o antagonista degli oppioidi .  Inoltre, uno dei suoi enantiomeri è stato il primo composto che è stato trovato per etichettare selettivamente il recettore sigma σ 1 e ha portato alla scoperta e alla caratterizzazione del recettore.

## Farmacologia

### Farmacodinamica
L'alazocina mostra stereoselettività nella sua farmacodinamica . L'enantiomero (-)  è un ligando non selettivo e ad alta affinità dei recettori μ, κ- e δ-oppioidi   (K i = 3.0, 4.7 e 15   nM nelle membrane cerebrali della cavia ) con bassissima affinità per il recettore sigma σ 1 (K i = 1.800–4.657   nM nelle membrane cerebrali delle cavie). Agisce come un agonista parziale di moderata efficacia del recettore degli oppioidi κ (K i = 0,4   nM, EC 50 = 24  nM ed Emax = 66% per (±) -alazocina contro il recettore del topo trasfettato in cellule HEK293 ) e come antagonista del recettore μ-oppioide (K i = 1,15   nM per (±) -alazocina contro il recettore del topo trasfettato in cellule HEK293). È anche un agonista del recettore δ-oppioide con potenza molto più bassa (K i = non riportato, IC 50 = 184   nM e Imax = 68% per (±) -alazocina contro il recettore del topo trasfettato in cellule HEK293).
Al contrario, lo stereoisomero (+) ha poca affinità per i recettori degli oppioidi (K i per 1.900   nM, 1.600   nM e 19.000   nM per i recettori degli oppioidi μ-, κ-, δ nelle membrane cerebrali della cavia) e invece è un agonista selettivo e ad alta affinità del recettore σ 1 (K i = 48–66   nM nelle membrane cerebrali delle cavie). Tuttavia, l'enantiomero (+) mostra anche moderata affinità per il sito di dizocilpina (MK-801) o fenciclidina (PCP) del recettore NMDA (K i = 587   nM nelle membrane del cervello di ratto rispetto a 45   nM per il recettore σ 1 ) e, quindi, è un antagonista del recettore NMDA non competitivo e anche a concentrazioni più elevate. Come tale, l'alazocina (+)  è solo modestamente selettiva come ligando del recettore σ 1 .
Entrambi gli enantiomeri dell'alazocina hanno un'affinità molto bassa per il recettore sigma σ  (K i = 13.694   nM e 4.581   nM per gli enantiomeri (+) e (-), rispettivamente, nelle membrane cerebrali dei ratti o nelle cellule PC12 dei ratti). Pertanto, a causa della sua elevata affinità per il recettore σ 1,  l'alazocina (+) può essere utilizzata per distinguere tra i due sottotipi del recettore sigma nella ricerca scientifica, ad esempio nei test di legame con radioligando .
Nel loro insieme, l'alazocina (-) è un agonista parziale selettivo del recettore degli oppioidi κ, antagonista del recettore degli oppioidi μ e, in misura molto ridotta, agonista del recettore degli oppioidi δ con bassissima affinità per i recettori sigma, mentre alazocina(+) è un agonista selettivo del recettore sigma σ 1 e in misura minore (~ 10 volte) antagonista del recettore NMDA con bassa affinità per l'oppioide e sigma σ 2 recettori.

## Storia
L'alazocina fu uno dei primi membri della famiglia di analgesici oppioidi benzomorfanici da indagare. È stato descritto per la prima volta nella letteratura scientifica nel 1961. Il suo sviluppo derivava dalla nalorfina (N-allilnormorfina), un potente antagonista analgesico e oppioide con una farmacologia simile che era stata introdotta a metà degli anni '50.  È stato scoperto che l'alazocina produce forti effetti psicotomimetici nell'uomo e non è stata ulteriormente sviluppata per uso clinico.  Successivamente, sono stati sviluppati altri benzomorfani, come pentazocina (un N - dimetilallilbenzomorpano ), ciclazocina (un N- ciclopropilmetilbenzomorpano) e fenazocina (un N -feniletilbenzomorpano), e alcuni sono stati commercializzati per l'uso come analgesici.
Il recettore sigma σ 1 è stato nominato nel 1976 e alazocina (+) è stata descritta come il suo ligando prototipico. Inizialmente si pensava che il recettore fosse un recettore degli oppioidi, quindi per un certo periodo fu confuso con il recettore NMDA, ma alla fine si distinse da entrambi. Gli effetti psicotomimetici di alazocina e degli altri benzomorfani sono stati inizialmente erroneamente attribuiti all'agonismo del recettore σ 1 ; ricerche successive hanno stabilito che gli effetti sono in effetti causati dall'agonismo del recettore β-oppioidi e / o dall'antagonismo del recettore NMDA. Il recettore sigma σ 2 è stato scoperto e nominato nel 1990 ed è stato identificato in parte a causa dell'affinità drasticamente ridotta dell'alazocina per il recettore rispetto al recettore σ 1 (in contrasto con ligandi non selettivi come aloperidolo, ditolilguanidina che mostrano affinità simili per entrambi i sottotipi).